# هيرومي وادا
هيرومي وادا (باليابانية: 和田博実؛ بالكانا: わだ ひろみ) هو لاعب كرة قاعدة ياباني، ولد في 26 مارس 1937 في أوسوكي في اليابان، وتوفي في 22 يونيو 2009 في فوكوكا في اليابان بسبب سرطان البنكرياس.

## وصلات خارجية
- هيرومي وادا على موقع الدوري الياباني لكرة القاعدة (الإنجليزية)
- هيرومي وادا على موقعبيزبول رفرنس.كوم (الدوري الثانوي) (الإنجليزية)